# Rennersdorf-Neudörfel
Rennersdorf-Neudörfel ist ein amtlicher Ortsteil der sächsischen Stadt Stolpen im Landkreis Sächsische Schweiz-Osterzgebirge. Rennersdorf-Neudörfel wurde 1963 gebildet und gehört seit 1994 zur Stadt Stolpen.

## Geographie

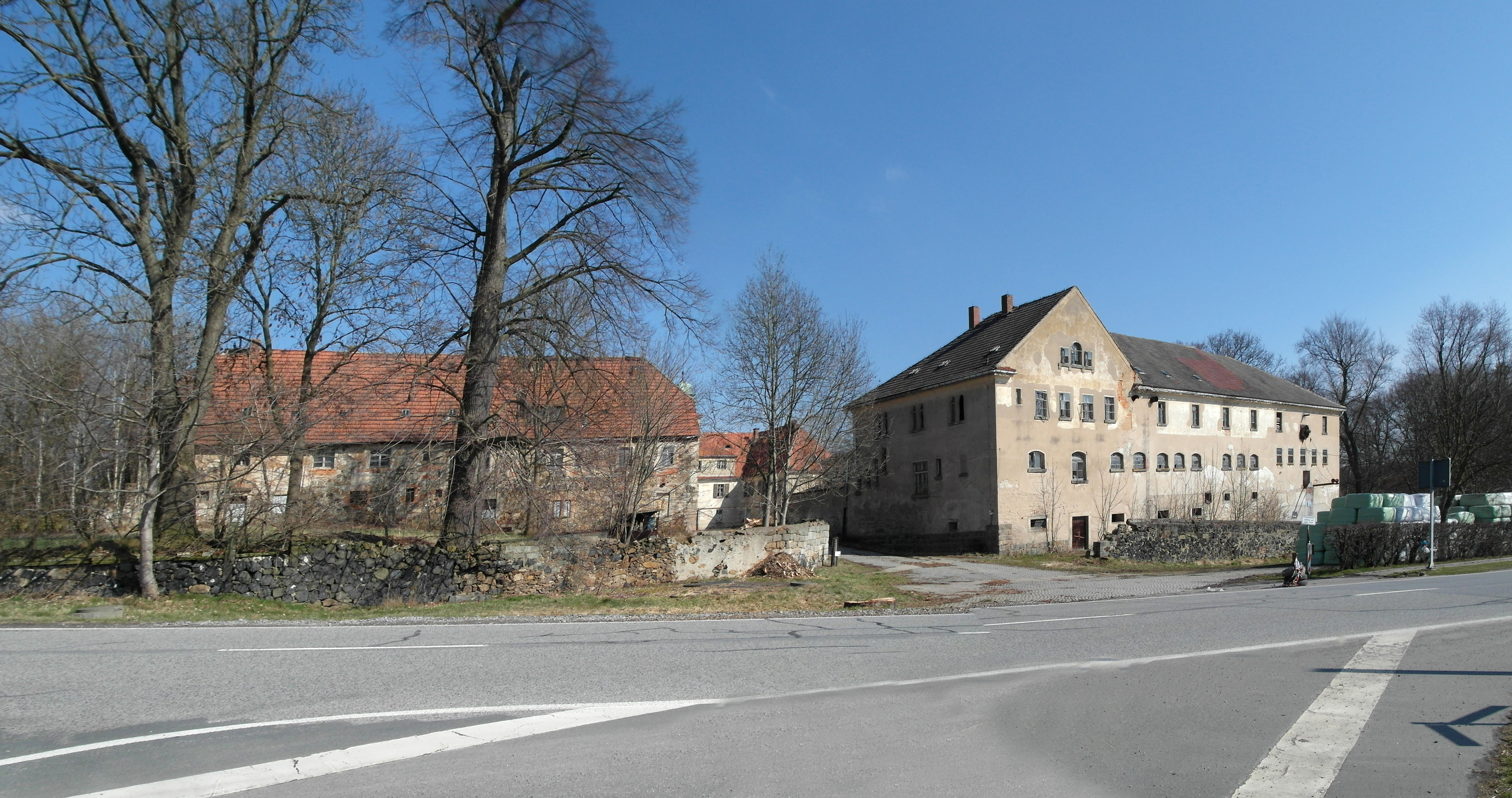
Rittergut / Kammergut Rennersdorf

Der Doppelort Rennersdorf-Neudörfel befindet sich etwa 1,5 Kilometer nordwestlich des Stolpener Stadtzentrums nördlich der Sächsischen Schweiz auf 240 m ü. NN. Der Ortsteil liegt etwa auf halbem Weg zwischen der Kreisstadt Pirna und der Stadt Bischofswerda im Landkreis Bautzen. Der Teilort Rennersdorf erstreckt sich entlang der Kreisstraße 8708 und wird vom Rennersdorfer Bach durchflossen. Dieser mündet am südlichen Ortseingang in die Wesenitz. Diesem aus dem Hohwald kommenden und bei Pirna in die Elbe mündenden Fluss folgt die „Wesenitztalstraße“. Sie beginnt an der Kreisstraße in Rennersdorf und verläuft dann östlich bis nordöstlich im Wesenitztal. Dabei durchquert die Straße den Teilort Neudörfel. Nächster Ort an dieser Straße ist Lauterbach.
In Rennersdorf-Neudörfel endet zudem die von der Bundesstraße 6 kommende sächsische Staatsstraße 160 an der Staatsstraße 159, die Stolpen mit Radeberg verbindet. Mit Ausnahme des Wesenitztals ist Rennersdorf-Neudörfel von Ackerflächen umgeben. Der Ort ist bäuerlich geprägt, es gibt sowohl in Rennersdorf als auch in Neudörfel Dreiseithöfe, vereinzelt auch Vierseithöfe. Die übrige Ortsbebauung bilden kleinere Wohnhäuser.
Anders als die meisten amtlichen Ortsteile in Sachsen bildet Rennersdorf-Neudörfel keine einheitliche Gemarkung, der Gemeindeteil setzt sich aus den Ortsgemarkungen von Rennersdorf und Neudörfel zusammen, die in ihren Abmessungen den bis 1962 eigenständigen Gemeinden entsprechen. Die Gemarkung Rennersdorf ist die deutlich größere Gemarkung, Neudörfel liegt östlich Rennersdorfs und hat eine wesentlich geringere Fläche. Die Gemarkung Neudörfel grenzt außer an Rennersdorf nur an die Gemarkung des Kernortes Stolpen. Rennersdorf dagegen hat als nördlichen Nachbarn Schmiedefeld, im Nordosten grenzt die Gemarkung an Lauterbach. Östlich benachbart sind Neudörfel und Stolpen, die südliche Gemarkungsgrenze hat Rennersdorf mit Stolpen-Altstadt gemeinsam. Im Westen grenzen Wilschdorf und Fischbach an die Gemarkung an, nordwestlich benachbart ist Seeligstadt. Schmiedefeld und Seeligstadt gehören zur Gemeinde Großharthau im Landkreis Bautzen, auch der Arnsdorfer Ortsteil Fischbach liegt in diesem Landkreis. Wilschdorf gehört zu Dürrröhrsdorf-Dittersbach, das wie die übrigen umliegenden Orte zum Landkreis Sächsische Schweiz-Osterzgebirge zählt.

## Geschichte
| Jahr      | Einwohner |
| --------- | --------- |
| 1964      | 713       |
| 1990      | 592       |
| 1991      | 584       |
| 1992      | 575       |
| 1993      | 562       |
| → Stolpen |           |
| 2012      | 564       |
| 2020      | 566       |

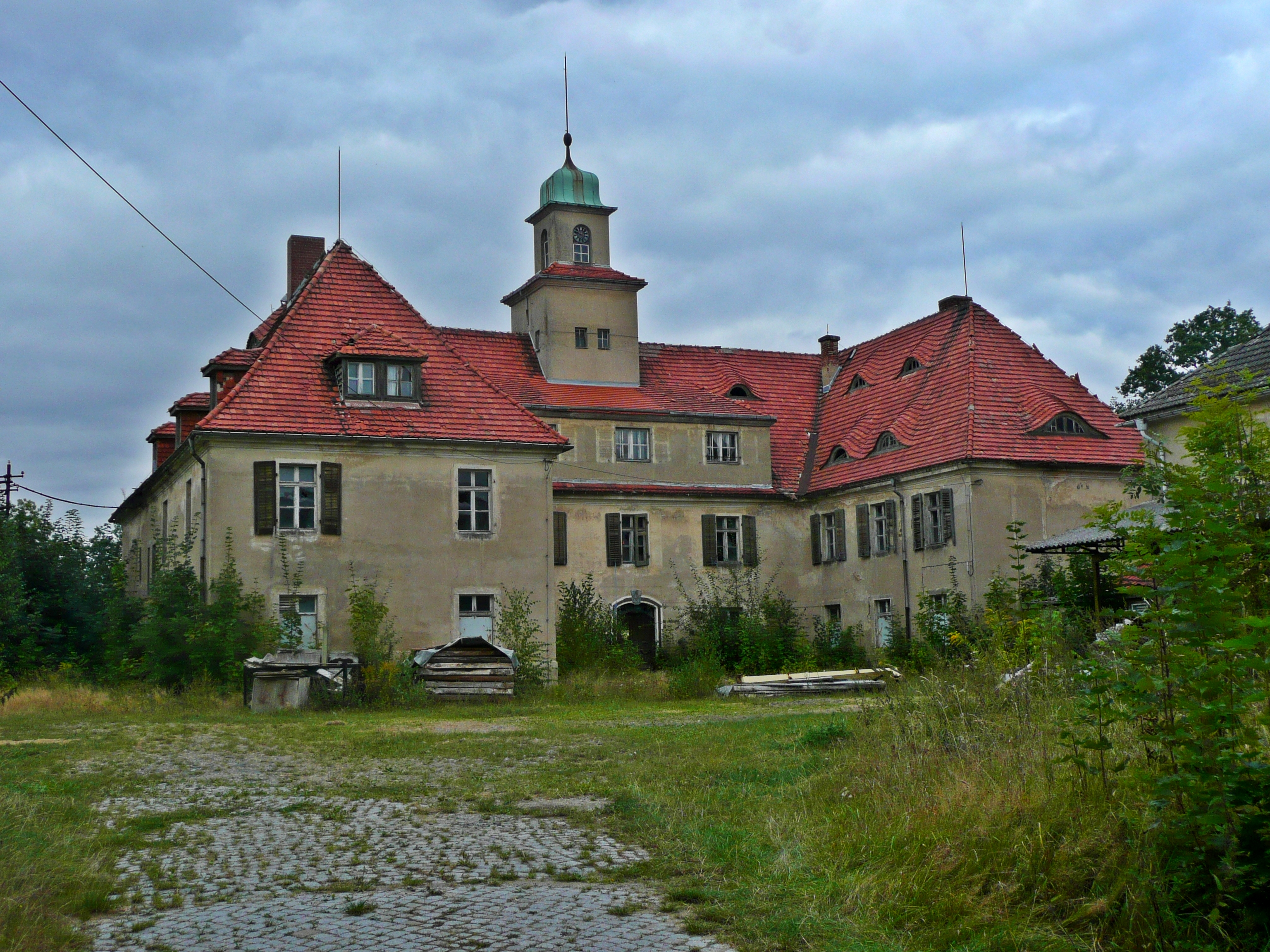
Die barocke Dreiflügelanlage (1742) des ehemals kurfürstlichen Kammergutes Rennersdorf

Die erste sichere Erwähnung des Ortes Rennersdorf erfolgte 1411 als Reynhartsdorff. Schon 1262 wurde ein Heroldisdorph erwähnt, das vermutlich mit Rennersdorf gleichzusetzen ist. Das erstmals im 16. Jahrhundert erwähnte Vorwerk war seit 1778 Hauptzuchtstelle für spanische Merinoschafe. Rennersdorf war Amtsdorf, der Grundherr übte 1559 die Grundherrschaft über 29 besessene Mann, 8 Häusler und 3 Hausgenossen aus, die auf 26 Hufen Land lebten. Rennersdorf war ein typisches Waldhufendorf, um das sich 1865 eine 699 Hektar große Waldhufenflur erstreckte. Kirchlich war Rennersdorf nach Stolpen gepfarrt, etwa 90 % der Bewohner war evangelisch-lutherischer Konfession.
Der Ort Neudörfel entstand Anfang des 17. Jahrhunderts auf Stolpener Flur und war bis 1838 Ratsdorf von Stolpen. Neudörfel ist von der Siedlungsform eine gassenförmige Häusersiedlung, die wie der Nachbarort nach Stolpen gepfarrt war. Auch in Neudörfel war der überwiegende Teil der Bevölkerung evangelisch-lutherisch.
Die Sächsische Landgemeindeordnung von 1838 gab den Dörfern des Königreichs Sachsen Eigenständigkeit als Landgemeinde. Von der Verwaltungszugehörigkeit weisen beide Dörfer eine identische Geschichte auf. Sie gehörten in der Frühen Neuzeit zum Amt Stolpen, folgend dann ab 1856 zum Gerichtsamt Stolpen. Ab 1875 war die Amtshauptmannschaft Pirna für die Verwaltung beider Gemeinden zuständig.
Beide Gemeinden kamen nach dem Zweiten Weltkrieg in die Sowjetische Besatzungszone und später in die DDR. Die Gebietsreform 1952 teilte den aus der Amtshauptmannschaft hervorgegangenen Landkreis Pirna in einen Kreis Pirna und einen Kreis Sebnitz im Bezirk Dresden. Rennersdorf und Neudörfel wurden Teil des letzteren Kreises. Zum 1. Januar 1963 wurde aus Rennersdorf und Neudörfel die Gemeinde Rennersdorf-Neudörfel gebildet. In der DDR wurde das bäuerliche Leben der Dörfer sukzessive auf das Prinzip der Landwirtschaft in der DDR umgestellt.
Nach der Deutschen Wiedervereinigung kam Rennersdorf-Neudörfel zum wiedergegründeten Freistaat Sachsen. Da die Gemeinde mit ihren knapp 600 Einwohnern zu klein war, um weiterhin eigenständig bleiben zu können, schloss sie sich mit Wirkung zum 1. Januar 1994 mit Heeselicht, Helmsdorf, Langenwolmsdorf und Stolpen zur neuen Stadt Stolpen zusammen. Seitdem ist Rennersdorf-Neudörfel einer der sechs offiziellen Ortsteile dieser Stadt. Die folgenden Gebietsreformen in Sachsen ordneten Stolpen im August 1994 dem Landkreis Sächsische Schweiz und 2008 dem Landkreis Sächsische Schweiz-Osterzgebirge zu.
Nach dem Zusammenschluss 1963 hatte die Gemeinde im Jahr 1964 713 Einwohner. Dieser Wert sank in den Folgejahren bis auf 592 im Jahr 1990. Seitdem ging die Einwohnerzahl des Ortes bis zur Eingemeindung leicht auf 562 Einwohner 1993 zurück. Im Februar 2012 lebten 564 Menschen in Rennersdorf und Neudörfel.